# 이백초등학교
이백초등학교는 대한민국 전북특별자치도 남원시 이백면 평촌리에 있는 공립 초등학교이다.

## 학교 연혁
- 1933년 4월 1일 이백공립보통학교 설립인가
- 1938년 4월 1일 이백공립심상소학교 개명
- 1941년 4월 1일 이백공립국민학교 개명
- 1982년 3월 3일 병설유치원 개원
- 1996년 3월 1일 이백초등학교 개칭
- 2000년 3월 1일 남평초등학교 통합
- 2017년 2월 9일 이백 새솔관(다목적 체육관) 개관
- 2019년 3월 1일 제31대 이경희 교장 부임
- 2021년 1월 13일 제84회 졸업(졸업생 14명, 총 3,355명)

## 학교 상징
- 교화 - 철쭉 : 산에서 자라는 낙엽 떨기나무이다. 줄기는 높이 2-5m로 잎은 가지 끝에 4-5장씩 어긋나게 모여나며 잎자루는 짧다. 우리나라 전역에 자생하고, 꽃은 4-6월에 잎과 동시에 피며 가지 끝에 3-7개씩 산형으로 달린다. 연분홍색 또는 드물게 흰색의 꽃을 피운다.
- 교목 - 소나무 : 소나뭇과의 늘푸른큰키나무로 껍질은 검붉은 비늘꼴이고, 잎은 바늘꼴로 두 잎이 모여 난다. 5월에 꽃이 피며, 열매는 솔방울이라 하는데 9-11월에 익는다. 나무는 건축재·침목·가구재·땔감 등으로 쓰고 송진은 약용·공업용으로 쓰인다.

## 참고 자료
- 이백초등학교 - 한국교육학술정보원 학교알리미